# 董荼那
董荼那，《三国演义》虚构人物，南蠻五溪洞人，為南蠻王孟獲配下第二洞元帥。
董荼娜與同僚金環三結、阿會喃一起守備五溪洞，去迎戰第一次南征的蜀漢軍。但是中了埋伏，打敗仗被擒後又遭到釋放。逃到瀘水以南後，因蜀軍的馬岱偷渡過河而占領了夾山峪，受命去抵擋馬岱及重奪糧道。出戰時反而被馬岱辱罵不知羞恥，面紅耳赤的撤兵。董荼那退回本寨，捉住了喝醉酒的孟獲獻予蜀軍而受犒賞。在南蠻王孟獲第二次給蜀軍釋放後，便將董荼娜暗殺，與阿會喃的屍體同被丟在河邊。